# Isa Aderne
Isa Aderne Vieira (Cajazeiras, PB, 13 de março de 1923 - 4 de fevereiro de 2019) foi uma artista plástica, dedicada especialmente à xilogravura, ilustradora, cenógrafa, capista de livros e CDs, restauradora e professora.
Sua obra revela um cunho popular nos temas e nas figuras humanas retratadas – e uma particular preocupação com o social – e muitas de suas cenas apresentam um acentuado tom político. Recebeu grande influência de Oswaldo Goeldi (que por sua vez teve a arte marcada pelo expressionismo alemão) e da literatura de cordel, com a qual teve contato na sua infância.

## Vida e obra
Filha de uma gravadora, Celina Fontoura, e de um engenheiro, Silvio Aderne, chefe de obras da antiga Inspetoria de Obras Contra as Secas (IFOCS), Isa viveu a infância entre Paraíba, Ceará e Rio de Janeiro, e teve intenso contato com a linguagem do cordel. Na adolescência, morou também no Paraná, onde fez curso de enfermagem com vistas a servir de voluntária na Segunda Guerra Mundial, mas não chegou a praticar.
Desde cedo, desenhava à lápis nas várias escolas que frequentou, e teve aulas de pré-vestibular com a artista Renina Katz para conseguir entrar para a Escola Nacional de Belas Artes (Enba), RJ, no curso de Pintura, em 1947, que não concluiu. Morou em Cabo Frio e Arraial do Cabo, onde conheceu Pancetti e suas marinhas, mas não pôde ter aulas com ele, que estava tuberculoso. Chegou a vender algumas pinturas nesta época.
Isa casou-se em 1949, com o também engenheiro civil de grandes obras Luiz Antonio Jordão Vieira, e teve cinco filhos antes de voltar a estudar na Belas Artes. Lá, se por um lado teve atritos com a linha academicista da escola, por outro, se encantou com o trabalho e a metodologia do gravurista Oswaldo Goeldi. Após a morte do mestre, em 1961, se inscreve no curso de gravura de Adir Botelho, expõe pela primeira vez, no X Salão Nacional de Arte Moderna, neste mesmo ano, e se diploma três anos depois, tendo sido aluna também de Mario Barata, Abelardo Zaluar e Edson Motta. Imediatamente, começou a dar aulas na Escolinha de Arte do Brasil, de 1964 a 1968, onde aplicou a proposta em que acreditava, de que as exigências técnicas do professor devem ser aliadas à liberdade de expressão dos alunos. Foi neste período que as lembranças do Nordeste e as cenas familiares, trazidas à tona pelo contato com professores e alunos oriundos desta região, povoaram seu trabalho particular. Culminando este ciclo, expôs na IX Bienal de São Paulo, em 1967.
Em 1968, realiza sua primeira individual, no Museu da República, RJ, o que lhe rendeu um convite do embaixador brasileiro no Uruguai, Donatello Grieco, para expor em Montevideo, e abrir uma oficina oficial na cidade de Salto, próxima à fronteira do Brasil com a Argentina, considerada zona de segurança nacional. É desta época seu envolvimento com temas políticos, de viés libertário. Na volta, trabalha no Museu Histórico Nacional, desenvolvendo técnicas de restauração.
Isa lecionou também no Ateliê Vivo, da Fundação Bienal de São Paulo, em 1974; na Oficina de Gravura do Ingá, Niterói, RJ, de  1978 a 1995; na Pontifícia Universidade Católica do Rio de Janeiro (PUC-Rio), como Professor Agregado, de 1984 a 1988; e na Oficina de Gravura do SESC Tijuca, de 1995 a 1996.
Viveu em Salvador entre as décadas 1970 e de 1980. Ali, atuou junto ao grupo da favela Nordeste de Amaralina, onde criou o curso de gravura do Nuclearte, da Secretaria Municipal de Educação, que atendia crianças da comunidade, escolarizadas ou não. Depois, foi designada para uma biblioteca, onde realizava projetos de apoio, como peças de teatro em que utilizava sua gravura para criar convites e programas, e cursos variados.
Irmã da atriz Silvia Aderne, uma das fundadoras do Grupo Hombu, de teatro infanto-juvenil, Isa criou cenários, adereços, cartazes e capas de programas para vários de seus espetáculos, e recebeu, junto com todo o grupo, o Prêmio Coca-Cola de Melhor Cenografia pela peça “Fala, Palhaço”, em 1990.
Ainda na década de 1990, criou as capas da coleção “Passagens Bíblicas”, um projeto do músico e produtor Pierre Aderne que, com 24 CDs do locutor Cid Moreira lendo histórias da Bíblia, encartados no Jornal O Dia e vendidos em bancas, atingiu a marca de 14 milhões de cópias vendidas.
Em novembro de 2001, o Instituto de Estudos Brasileiros (IEB), da USP, realizou uma grande retrospectiva da obra de Isa Aderne: “Isa Aderne: Xilogravura 1962-2001. Na ocasião, foi lançado o álbum “18 Xilogravuras”, com impressões originais de cenas autobiográficas da artista. Ainda em 2001, foi publicado o livro “Isa Aderne”, da coleção Entrevista de Artista (Editora Ateliê Editorial), com texto editado pela especialista em gravura brasileira, Mayra Laudanna.